# Ernst Hilger (Journalist)
Ernst Hilger (* 6. Mai 1920 in Linz; † 31. Mai 2010 in Wien) war ein österreichischer Fernsehjournalist.

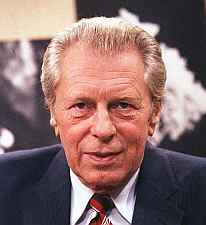
Ernst Hilger (1981)

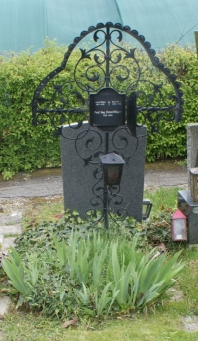
Grabstätte von Ernst Hilger

## Leben
Nach einigen Semestern Studium an der TH Wien trat er 1946 in den Österreichischen Rundfunk (ORF) ein. Die Verleihung der Berechtigung zur Führung der Standesbezeichnung Ingenieur erfolgte 1952. Ab 1950 belegte er ein Philosophiestudium an der Universität Wien (Publizistik und Theaterwissenschaften). Beim Österreichischen Rundfunk wurde er ursprünglich als Toningenieur beschäftigt und hat „über Sendetechnik zum Kulturellen Wort und zuletzt zum Leiter Wissenschaft Fernsehen fast die gesamte Palette von Tätigkeiten durchlaufen“. Bekannt wurde Ernst Hilger ab Mitte der 1950er Jahre zunächst durch seine zahlreichen Quizsendungen im Hörfunk:
- Vier gegen Vier
- Alle Neune (musikalische Leitung Norbert Pawlicki)

Später im Rahmen seiner Tätigkeit als Leiter der Wissenschaftsabteilung im Fernsehen etablierte er eine regelmäßige populäre Wissenschaftssendung im ORF Hauptabendprogramm („Wissen aktuell“) sowie regelmäßige Ringsendungen zu aktuellen Themen wie Umweltschutz. Gegen Ende seiner ORF-Laufbahn entwickelte und präsentierte Ernst Hilger den vermutlich ersten Computerkurs im deutschsprachigen Fernsehen, eine 13-teilige Serie mit der Bezeichnung „Die Computerfamilie“ (mit Willibald Kraml).
Nach seiner Pensionierung war Ernst Hilger freiberuflich tätig für den Verlag Ueberreuter sowie für die österreichische Tageszeitung „Die Presse“.
Er war verheiratet mit Ilse Hilger (1960–2010).
Seine Kinder sind:
- Ernst Hilger (aus erster Ehe mit Kitty Oertl (1926–2016)[2])
- Martin Hilger
- Robert Hilger

Ernst Hilger wurde am Neustifter Friedhof (Gruppe 5, Reihe 2, Nummer 46) in Wien bestattet.

## Auszeichnungen
- 14. März 1973: Verleihung des Titels „Professor“ durch den Bundesminister für Unterricht und Kunst Dr. Hertha Firnberg
- 1975: Auszeichnung für Verdienste um den Denkmalschutz
- 26. Jänner 1976: Staatspreis für Wissenschaftspublizistik des Jahres 1975
- 12. April 1983: Verleihung des Ehrenkreuzes für Wissenschaft und Kunst I. Klasse